# Holger Karsten Schmidt

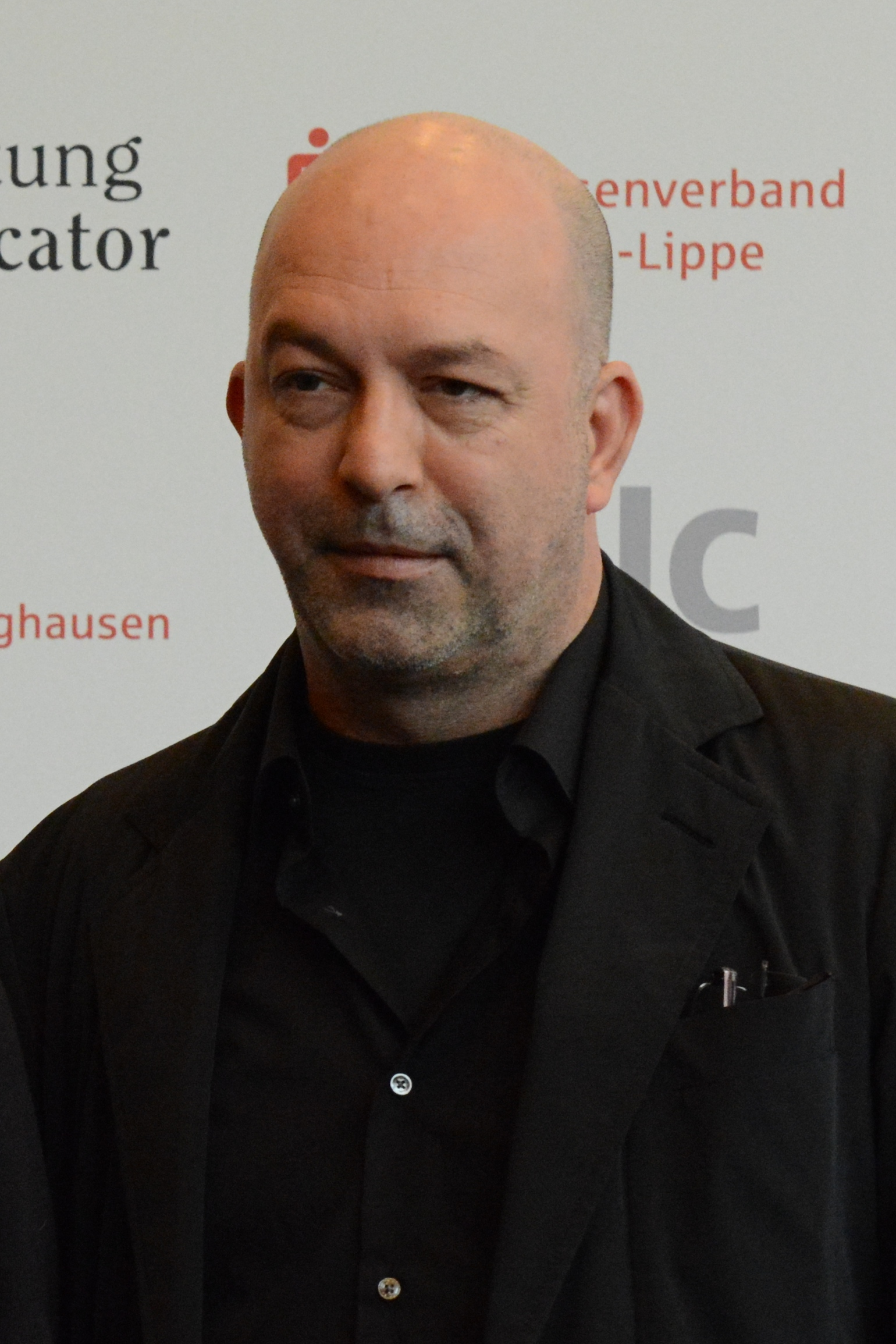
Holger Karsten Schmidt bei der Verleihung des Grimme-Preises 2014

Holger Karsten Schmidt (* 24. September 1965 in Hamburg) ist ein deutscher Drehbuch- und Romanautor. Er veröffentlicht auch unter dem Pseudonym Gil Ribeiro.

## Leben
Schmidt wuchs in Hamburg auf und studierte in Mannheim Germanistik und Politikwissenschaft mit Schwerpunkt Medienwissenschaft. Daneben arbeitete er als freier Werbetexter. Von 1992 bis 1997 folgte ein Drehbuchstudium an der Filmakademie Baden-Württemberg in Ludwigsburg. Seit 1998 ist er freier Autor und Dozent für Drehbuch an der Filmakademie.
Neben den Büchern für die Kinofilme 14 Tage lebenslänglich (1997), Sass (2001) und Nebel im August (2016) schrieb Holger Karsten Schmidt die Vorlagen zu zahlreichen Fernsehfilmen, darunter Produktionen wie Der Tote in der Mauer (2008, ZDF), Mord in Eberswalde (2013, ARD) und Ramstein – Das durchstoßene Herz (2022, ebenfalls ARD) sowie mehrere Zweiteiler, etwa Die Sturmflut (2006, RTL), Der Seewolf (2008, ProSieben) und Das Programm (2016, ARD). Daneben verfasste er das Drehbuch einzelner Episoden von Krimiserien, wie etwa Ein starkes Team (Folge Träume und Lügen) und Kommissarin Lucas (Folge Der nette Herr Wong). Für den Südwestrundfunk entwickelte er die Charaktere der Stuttgarter Tatort-Kommissare Lannert und Bootz (Richy Müller und Felix Klare) und schrieb die Drehbücher ihrer 2008 und 2009 gesendeten ersten drei Fälle. Seine Drehbücher behandeln existenzielle Stoffe in Form politischer Thriller, zeithistorischer Themen oder reiner Actionfilme.
Für das ZDF schuf Schmidt als Autor die Fernsehreihe Der Solist mit Thomas Kretschmann in der Titelrolle, von der 1999 bis 2002 vier Folgen gesendet wurden. Ebenfalls für das ZDF entwickelte er die vier Teile umfassende Reihe um den von Hinnerk Schönemann verkörperten Privatdetektiv Finn Zehender, die von 2011 bis 2014 ausgestrahlt wurden. Für Schönemann erfand er außerdem die Hauptrolle der von ihm entwickelten Reihe Nord bei Nordwest, die 2014 in der ARD gestartet ist. Mit dem 2015 startenden Projekt Harter Brocken für die ARD schuf er seine vierte Reihe, in der Aljoscha Stadelmann die Hauptrolle des Polizisten Frank Koops verkörpert. Im September 2022 startete mit der Fernsehreihe Lost in Fuseta, die auf Schmidts eigenen Kriminalromanen basieren, seine fünfte Reihe (ebenfalls für die ARD) mit Jan Krauter in der Titelrolle.
2010 waren drei Filme für den Adolf-Grimme-Preis nominiert, zu denen Schmidt das Drehbuch schrieb. Für Mörder auf Amrum erhielt er die Auszeichnung, 2014 folgte der Grimme-Preis für Mord in Eberswalde. 2017 waren erneut drei Filme für den Adolf-Grimme-Preis nominiert, für die Schmidt die Drehbücher geschrieben hatte – den Preis erhielt er für Das weiße Kaninchen.
2011 erschien sein erster mittelalterlicher Kriminalroman Isenhart, der noch im selben Jahr unter dem Titel Isenhart – Die Jagd nach dem Seelenfänger ausgestrahlt wurde. 2015 folgte der Thriller-Roman Auf kurze Distanz, dessen gleichnamige Verfilmung im März 2016 ausgestrahlt wurde.
Holger Karsten Schmidt ist verheiratet und lebt in Asperg bei Ludwigsburg.

## Pseudonym Gil Ribeiro
2017 veröffentlichte Schmidt den Kriminalroman Lost in Fuseta – Ein Portugal-Krimi unter dem (offenen) Pseudonym „Gil Ribeiro“. Es ist der Auftakt einer Romanreihe um den Hamburger Kriminalkommissar Leander Lost, der im Rahmen eines europäischen Austauschprogramms nach Fuseta bei Faro an der Algarve versetzt wird. Seitdem wird von dem Schauspieler Andreas Pietschmann ein Hörbuch zum jeweiligen Roman eingelesen. Im September 2022 wurde mit Lost in Fuseta – Ein Krimi aus Portugal ein Zweiteiler mit Jan Krauter in der Titelrolle des Hamburger Kommissars Leander Lost im Ersten gesendet. Im April 2024 folgte mit Lost in Fuseta – Spur der Schatten eine Fortsetzung.
Ribeiro alias Schmidt gelang mit den ersten beiden Bänden der Einzug in die Top Ten der Spiegel-Bestsellerliste Paperback. Die weiteren fünf Romane der Reihe platzierten sich an ihrem Erscheinungstag jeweils auf Platz 1 der Bestsellerliste.

## Filmografie
- 1995: Risiko Null – Der Tod steht auf dem Speiseplan
- 1996: Buddies – Leben auf der Überholspur
- 1997: Seitensprung in den Tod
- 1997: 14 Tage lebenslänglich
- 1998: 36 Stunden Angst
- 1998: Der Handymörder
- 1999: Polizeiruf 110 – Sumpf
- 1999–2002: Der Solist (Fernsehreihe, 4 Folgen)
  - 1999: Kein Weg zurück
  - 2001: Niemandsland
  - 2001: Kuriertag
  - 2002: In eigener Sache
- 1999: Der Briefbomber
- 2000: Todesstrafe – Ein Deutscher hinter Gittern
- 2001: Sass
- 2002: Der Elefant – Mord verjährt nie (Pilotfilm)
- 2002: Ein starkes Team – Träume und Lügen
- 2003: Zwei Tage Hoffnung
- 2003: Der Mörder ist unter uns
- 2004: Der Stich des Skorpion
- 2004: Die schöne Braut in Schwarz
- 2005: Der Todestunnel – Nur die Wahrheit zählt
- 2005: In Sachen Kaminski
- 2006: Mörderische Erpressung
- 2006: Die Sturmflut
- 2008: Der Seewolf
- 2008: Das Papst-Attentat
- 2008–2017: Tatort (Fernsehreihe, 6 Folgen)
  - 2008: Hart an der Grenze
  - 2008: In eigener Sache
  - 2009: Tödliche Tarnung
  - 2013: Spiel auf Zeit
  - 2015: Preis des Lebens
  - 2017: Am Ende geht man nackt
- 2008: Tod in der Eifel
- 2008: Der Tote in der Mauer
- 2009: Zwölf Winter (Originaldrehbücher)
- 2009: Mörder auf Amrum
- 2009: Jenseits der Mauer
- 2010/2011: Countdown – Die Jagd beginnt (Fernsehserie, zwei Folgen)
- 2011–2014: Finn Zehender (Reihe)
  - 2011: Mörderisches Wespennest
  - 2012: Tod einer Brieftaube
  - 2012: Mörderische Jagd
  - 2014: Mord in Aschberg
- 2011: Isenhart – Die Jagd nach dem Seelenfänger
- 2012: Bankraub für Anfänger (ZDF)
- 2012: Auslandseinsatz
- 2013: Mord in Eberswalde
- 2014: Ein todsicherer Plan
- 2014: Kommissarin Lucas – Der nette Herr Wong (Fernsehreihe)
- 2014: Für immer ein Mörder – Der Fall Ritter
- seit 2014: Nord bei Nordwest (Fernsehreihe)
  - 2014: Käpt’n Hook
  - 2015: Der wilde Sven
  - 2017: Estonia
  - 2017: Der Transport
  - 2018: Sandy
  - 2018: Waidmannsheil
  - 2019: Gold!
  - 2020: Dinge des Lebens
  - 2020: In eigener Sache
  - 2021: Der Anschlag
  - 2021: Ho Ho Ho!
  - 2022: Wilde Hunde
  - 2023: Auf der Flucht
  - 2024: Kobold Nr. Vier
  - 2024: Der doppelte Lothar
  - 2025: Fette Ente mit Pilzen
- 2015: Der Metzger und der Tote im Haifischbecken
- 2015: Der Metzger muss nachsitzen
- seit 2015: Harter Brocken (Fernsehreihe)
  - 2015: Harter Brocken
  - 2017: Die Kronzeugin
  - 2017: Der Bankraub
  - 2019: Der Geheimcode
  - 2020: Die Fälscherin
  - 2022: Das Überlebenstraining
  - 2023: Der Goldrausch
- 2016: Das Programm
- 2016: Auf kurze Distanz
- 2016: Nebel im August
- 2016: Das weiße Kaninchen (Koautor: Michael Proehl)
- 2016: Jack the Ripper – Eine Frau jagt einen Mörder
- 2016: Polizeiruf 110: Sumpfgebiete (Koautor: Volker Einrauch)
- 2016: Spuren der Rache (Fernsehzweiteiler, unter dem Pseudonym „Klaus Burck“)
- 2017: Sanft schläft der Tod
- 2018: Gladbeck
- 2018: 13 Uhr mittags (unter dem Pseudonym „Klaus Burck“)
- 2019: Der Auftrag
- 2020: Das Gesetz sind wir
- 2020: Martha und Tommy (Fernsehfilm)
- 2021: Die Toten von Marnow (Vierteiler)
- 2022: Ramstein – Das durchstoßene Herz (Fernsehfilm)
- seit 2022: Lost in Fuseta (Fernsehreihe)
  - 2022: Lost in Fuseta – Ein Krimi aus Portugal (Zweiteiler)
  - 2024: Lost in Fuseta – Spur der Schatten (Zweiteiler)
- seit 2024: Nord bei Nordost (Fernsehreihe)
  - 2024: Westend
- 2024: Finsteres Herz – Die Toten von Marnow 2
- 2025: Morden auf Öd – Tag der Abrechnung
- 2025: Morden auf Öd – Die Heimsuchung

## Romane

### Als Holger Karsten Schmidt
- Isenhart. Kiepenheuer & Witsch, Köln 2011, ISBN 978-3-462-04332-7.
- Auf kurze Distanz. Rowohlt, Reinbek 2015, ISBN 978-3-499-27100-7.
- Die Toten von Marnow. Kiepenheuer & Witsch, Köln 2020, ISBN 978-3-462-04794-3.
- Finsteres Herz – Ein Fall für Lona Mendt und Frank Elling. Kiepenheuer & Witsch, Köln 2024, ISBN 978-3-462-00616-2.

### Als Gil Ribeiro
- Lost in Fuseta. Kiepenheuer & Witsch, Köln 2017, ISBN 978-3-462-04887-2.
- Lost in Fuseta – Spur der Schatten. Kiepenheuer & Witsch, Köln 2018, ISBN 978-3-462-05124-7.
- Weiße Fracht – Lost in Fuseta. Kiepenheuer & Witsch, Köln 2019, ISBN 978-3-462-05268-8.
- Schwarzer August – Lost in Fuseta. Kiepenheuer & Witsch, Köln 2020, ISBN 978-3-462-05269-5.
- Einsame Entscheidung – Lost in Fuseta. Kiepenheuer & Witsch, Köln 2022, ISBN 978-3-462-00102-0.
- Dunkle Verbindungen – Lost in Fuseta. Kiepenheuer & Witsch, Köln 2023, ISBN 978-3-462-00407-6.
- Lautlose Feinde – Lost in Fuseta. Kiepenheuer & Witsch, Köln 2025, ISBN 978-3-462-00687-2.

## Auszeichnungen
- 2004: Baden-Württembergischer Drehbuchpreis für Der kleine Frieden im großen Krieg
- 2004: ver.di-Fernsehpreis für Zwei Tage Hoffnung
- 2006: ver.di-Fernsehpreis für In Sachen Kaminski
- 2006: Bobby Medienpreis der Lebenshilfe Deutschland für In Sachen Kaminski
- 2010: Adolf-Grimme-Preis für Mörder auf Amrum
- 2010: Jupiter für Zwölf Winter
- 2013: Deutscher Fernsehkrimipreis für Mord in Eberswalde
- 2014: Grimme-Preis für Mord in Eberswalde
- 2014: Gold World Medal für Mord in Eberswalde bei den New York Festivals International TV & Film Awards
- 2016: Creative Energy Award für Das weiße Kaninchen
- 2016: Burgdorfer Krimipreis für den Roman Auf kurze Distanz
- 2017: Deutscher Hörfilmpreis für Nebel im August
- 2017 Goldene Kamera in der Kategorie „Bester deutscher Fernsehfilm“ für Auf kurze Distanz
- 2017: Grimme-Preis für Das weiße Kaninchen
- 2018: Seoul International Drama Awards: Golden Bird Prize für Gladbeck[2]
- 2019: Bayerischer Fernsehpreis 2019 in der Kategorie „Bestes Drehbuch“ für Gladbeck
- 2020: Deutscher Fernsehkrimipreis für Das Gesetz sind wir
- 2021: Deutscher Fernsehkrimipreis für Die Toten von Marnow
- 2022: Deutscher Hörfilmpreis in der Kategorie „Publikumspreis“ für Die Toten von Marnow